# Tuzluca (district)
Tuzluca is een stad en Turks district in de provincie Iğdır en telt 25.682 inwoners (2007). Het district heeft een oppervlakte van 1253,5 km². Hoofdplaats is Tuzluca.
De bevolkingsontwikkeling van het district is weergegeven in onderstaande tabel.
| 1997   | 2000   | 2007   |
| ------ | ------ | ------ |
| 26.491 | 25.954 | 25.682 |

## Geboren
- Servet Çetin (1981), voetballer